# Hugli-Chinsurah
Hugli-Chinsurah là một thành phố và khu đô thị của quận Hugli thuộc bang Tây Bengal, Ấn Độ.

## Nhân khẩu
Theo điều tra dân số năm 2001 của Ấn Độ, Hugli-Chinsurah có dân số 170.201 người. Phái nam chiếm 51% tổng số dân và phái nữ chiếm 49%. Hugli-Chinsurah có tỷ lệ 81% biết đọc biết viết, cao hơn tỷ lệ trung bình toàn quốc là 59,5%: tỷ lệ cho phái nam là 84%, và tỷ lệ cho phái nữ là 77%. Tại Hugli-Chinsurah, 8% dân số nhỏ hơn 6 tuổi.